# Снядово (Підляське воєводство)
Снядово (пол. Śniadowo) — село в Польщі, у гміні Снядово Ломжинського повіту Підляського воєводства.
Населення — 1195 осіб (2011).
У 1975-1998 роках село належало до Ломжинського воєводства.

## Демографія
Демографічна структура станом на 31 березня 2011 року:
|          | Загалом | Допрацездатний вік | Працездатний вік | Постпрацездатний вік |
| -------- | ------- | ------------------ | ---------------- | -------------------- |
| Чоловіки | 603     | 111                | 431              | 61                   |
| Жінки    | 592     | 110                | 354              | 128                  |
| Разом    | 1195    | 221                | 785              | 189                  |